# Saint-Clément-sur-Valsonne
Saint-Clément-sur-Valsonne är en kommun i departementet Rhône i regionen Auvergne-Rhône-Alpes i östra Frankrike. Kommunen ligger i kantonen Tarare som tillhör arrondissementet Villefranche-sur-Saône. År 2022 hade Saint-Clément-sur-Valsonne 904 invånare.

## Befolkningsutveckling
Antalet invånare i kommunen Saint-Clément-sur-Valsonne
| Referens: INSEE |